# Turner Field
O Turner Field foi um estádio de beisebol localizado em Atlanta, Geórgia, que foi a casa do Atlanta Braves, da MLB, entre 1997 e 2016.
O nome do estádio é uma homenagem ao Barão da Comunicação Local, Robert Edward "Ted" Turner, apesar da maioria da população querer homenagem o ex-jogador dos Braves Henry "Hank" Aaron. Como solução, a avenida onde fica o estádio passou a ser a Hank Aaron Drive e o número do estádio, 755, o número de home runs na carreira.

## História

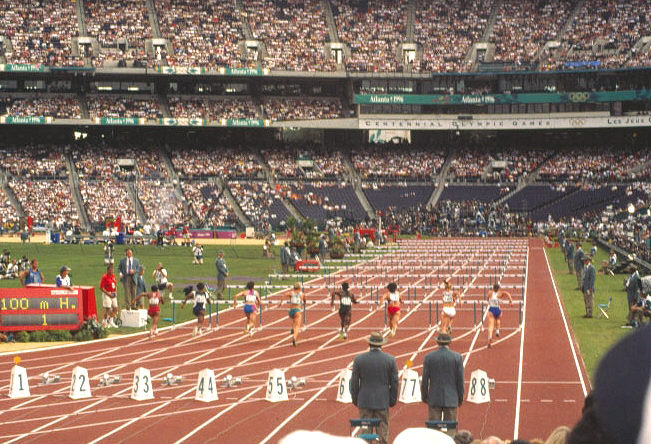
110 metros com barreiras feminino, no então Centennial Olympic Stadium, nos Jogos Olímpicos de 1996.

Começou a ser construído em julho de 1993, sendo inaugurado em 19 de julho de 1996 como Centennial Olympic Stadium (Estádio Olímpico Centenário), devido aos Jogos Olímpicos de Verão de 1996. Para o evento, havia uma pista de atletismo e a capacidade era para 85.000 torcedores.
Na cerimônia de abertura, Muhammad Ali acendeu a tocha olímpica. Durante o evento, atletas como Carl Lewis, Donovan Bailey e Michael Johnson escreveram seus nomes história dos Jogos Olímpicos.
Após as Paraolímpiadas de 1996, o estádio foi convertido em um estádio de beisebol de 49.831 lugares (atualmente conta com 50.091 lugares).
O primeiro jogo dos Braves no Turner Field foi em 4 de abril de 1997, vencendo o Chicago Cubs por 5 a 4.
O recorde de público do estádio (após 1996) foi 53.493 torcedores, em 28 de julho de 2006, num jogos dos Braves contra o New York Mets. Recebeu o All-star game da MLB de 2000.
O último jogo dos Braves no estádio foi em 2 de outubro de 2016 em uma vitória contra o Detroit Tigers por 1 a 0, se mudando em seguida para o SunTrust Park, posteriormente o estádio foi adquirido pela Universidade Estadual da Geórgia, reconfigurado para futebol americano e renomeado Georgia State Stadium.